# ヴァスコ・フェルナンデス
ヴァスコ・フェルナンデス （Vasco Fernandes , 1475年頃 - 1542年頃）は、ポルトガルのルネサンス期の画家。グラォン・ヴァスコ（Grão Vasco、偉大なるヴァスコ、の意味）の通称で知られる。
ヴァスコ・フェルナンデスはおそらくポルトガル北部ヴィゼウの生まれとみられており、ヴィゼウで画家として仕事を始め、ヴィゼウ大聖堂の祭壇装飾の創作（1501年から1506年）をしたといわれている。1506年から1511年にかけ、彼はラメーゴ大聖堂の祭壇装飾を描いた。コインブラのサンタ・クルース修道院の仕事の後、彼はヴィゼウに戻り、彼の主な仕事といわれるヴィゼウ大聖堂の祭壇装飾に没頭した。

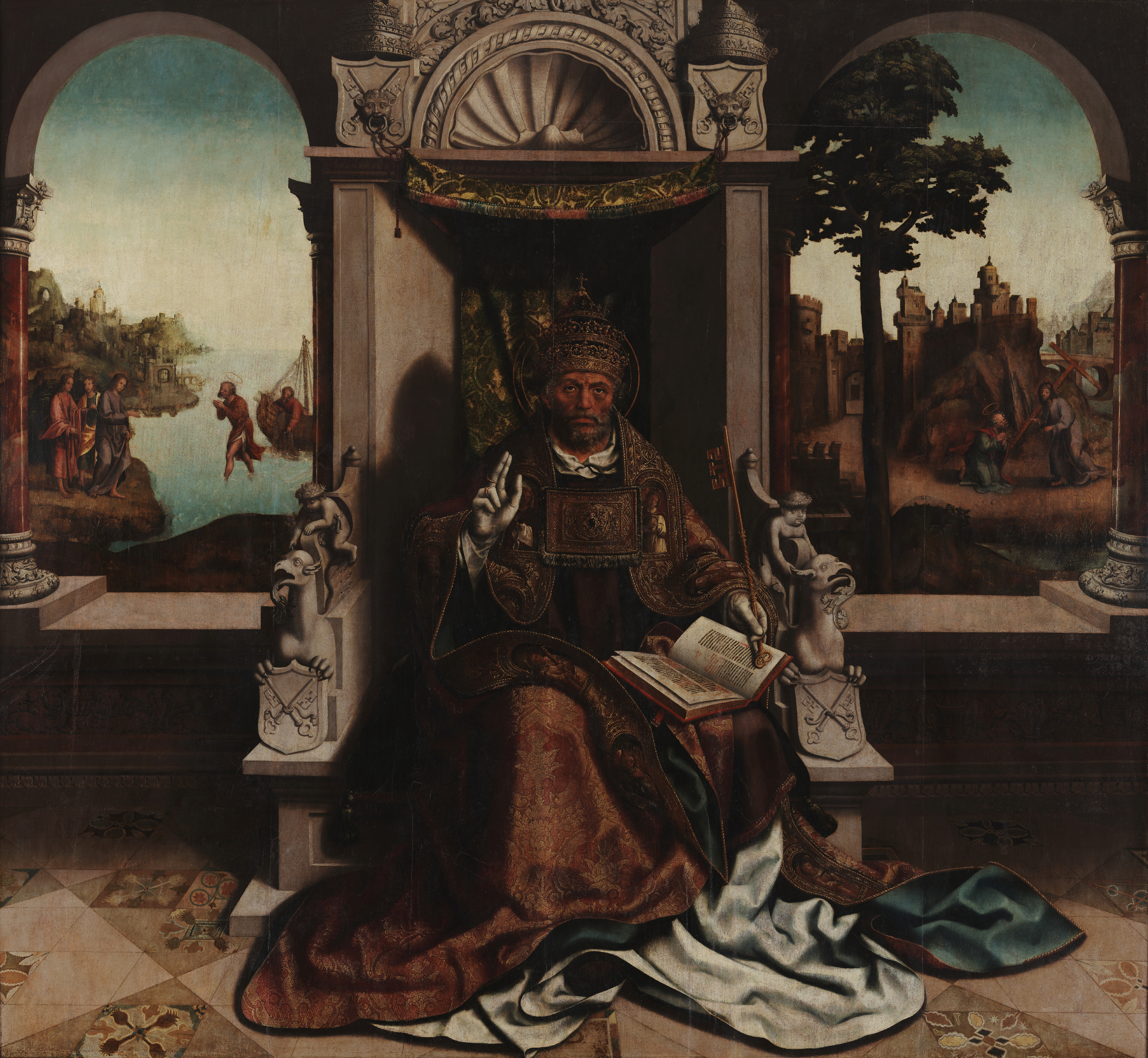
『王冠をかぶる聖ペドロ』1530年頃。ヴィゼウのグラォン・ヴァスコ美術館所蔵

彼の作品のほとんどは、ヴィゼウのグラォン・ヴァスコ美術館で見ることができる。